# Kasztelania lubelska
Kasztelania lubelska – kasztelania mieszcząca się niegdyś w województwie lubelskim, z siedzibą (kasztelem) w Lublinie.

## Obszar
Kasztelanię lubelską stanowił cały prawobrzeżny obszar Wisły, z powiatami: Lublin, Bychawa, Bełżyce, Opole, Puławy, Lubartów i Parczew.

## Kasztelanowie lubelscy
- Wojciech syn Stępoty ([1224?] 1227 – 1229) – poświadczony w dokumencie nadania wsi Cacowa klasztorowi cystersów w Jędrzejowie w 1224 roku[potrzebny przypis]
- Piotr herbu Szreniawa (domniemany kasztelan 1230)
- Dzierżykraj (1231)
- Sięgniew (1252 – 1255; potem wojewoda sandomierski)
- Mikołaj (1255)
- Piotr (1258)
- Warsz (1259 – 1262; potem wojewoda sandomierski)
- N.N. (może tożsamy z poprzednim) (1264 – 1268)
- Janusz h. Topór (1269 – 1271; potem wojewoda sandomierski)
- Jakub syn Pakosława (1271)
- Żegota z Morawicy (1280 – 1281; potem może wojewoda krakowski)
- Jan syn Abrahama (1284 – 1285)
- Florian (1286)
- Prędota (1311)
- Sąd Odrowąż h. Odrowąż (1320 – 1325; potem sędzia sandomierski)
- Pełka (1333)
- Jan h. Odrowąż? (1333 – 1336)
- Eustachy h. Lewart? ([1339?] 1347 – 1359)
- Abraham z Baranowa? (3 grudnia 1361 – 10 września 1363)
- Grot z Chrobrzan i Słupczy (3 października 1363 – 2 czerwca 1374)
- Piotr ze Szczekocin h. Odrowąż (3 stycznia 1375 – 8 maja 1384)
- Piotr Kmita z Wiśnicza h. Szreniawa (26 stycznia 1385 – 3 lipca 1401; potem wojewoda sandomierski)
- Michał z Bogumiłowic (4 marca 1403 – 18 kwietnia 1410; potem kasztelan sandomierski)
- Jan ze Szczekocin herbu Odrowąż (27 maja 1410 – zm. 4 października 1433; walka o kasztelanię z poniższym)
- Dobiesław (Dobek) z Oleśnicy i Sienna h. Dębno (25 lutego 1433 – 27 marca 1435; awans na kasztelana sandomierskiego)
- Domarat z Kobylan h. Grzymała (27 marca 1435 – 1438/39)
- Warsz z Ostrowa h. Rawicz (16 lutego 1439 – zm. przed 24 marca 1443)
- Krzesław z Kurozwęk zw. Półtorabek h. Poraj (24 września 1444 – 13 września 1459)
- Piotr Kurowski z Kurowa h. Szreniawa (1 stycznia 1460 – zm. 1463)
- Dobiesław Kmita z Sobienia i Wiśnicza (2 stycznia 1464 – 5 lipca 1474; potem pierwszy wojewoda lubelski)
- Vacat 1474-1517
- Jan Gabriel Tęczyński z Tęczyna h. Topór (1 marca 1518 – 25 listopada 1535; awans na kasztelana wojnickiego)
- Bernard Maciejowski z Kłodnicy i Maciejowic h. Ciołek (11 grudnia 1535 – zm. przed 27 października 1543)
- Andrzej Tęczyński h. Topór (27 października 1543 – 18 września 1545; awans na wojewodę lubelskiego)
- Stanisław Maciejowski h. Ciołek (19 września 1545 – 27 lipca 1550; awans na kasztelana wojnickiego)
- Bernard Maciejowski h. Ciołek (27 lipca 1550 – zm. 1551) [brat]
- Stanisław Zbąski z Kurowa h. Nałęcz (28 czerwca 1552 – zm. przed 31 grudnia 1553)
- Florian Kasper Zebrzydowski h. Radwan (1553 – zm. przed 4 kwietnia 1566)
- Andrzej Myszkowski h. Jastrzębiec (ok. 22 czerwca 1566 – zm. 20 sierpnia 1566)
- Stanisław Słupecki z Konar h. Rawicz (8 lutego 1568 – zm. przed 25 kwietnia 1576)
- Andrzej Firlej z Dąbrowicy h. Lewart (29 sierpnia 1576 – zm. po 29 kwietnia 1585)
- Piotr Czerny z Witowic h. Nowina (1585 – zm. przed 1 stycznia 1596)
- Marek Sobieski h. Janina (29 kwietnia 1596 – 22 marca 1597; awans na wojewodę lubelskiego)
- Piotr Myszkowski z Mirowa h. Jastrzębiec (18 maja 1598 – zm. przed 7 listopada 1606)
- Kacper Maciejowski h. Ciołek (1606 – zm. 1611)
- Feliks Słupecki z Konar h. Rawicz (13 czerwca 1612 – zm. 1616)
- Piotr Aleksander Tarło ze Szczekarzowic h. Topór (15 stycznia 1618 – 3 kwietnia 1630; awans na wojewodę lubelskiego)
- Zbigniew Sienieński z Sienna h. Dębno (1 maja 1630 – zm. 1633)
- Stanisław Dobrogost Grzybowski h. Prus (11 czerwca 1633 – zm. po 1644)
- Franciszek Florian Zebrzydowski h. Radwan (1647 – zm. 2 września 1650)
- Stanisław Firlej z Dąbrowicy h. Lewart (październik 1650 – zrezygnował przed 28 kwietnia 1654; został księdzem)
- Andrzej Firlej z Dąbrowicy h. Lewart (5 października 1654 – zm. po 7 marca 1661)
- Jerzy Stanisław Słupecki z Konar h. Rawicz (2 maja 1661 – zm. 28 lutego 1663)
- Stanisław Widlica Domaszewski h. Nieczuja (26 sierpnia 1663 – zm. 1667)
- Feliks (Szczęsny) Parys h. Prawdzic (po 14 listopada 1667 – zm. przed 2 kwietnia 1695)
- Aleksander Ciołek Drzewicki z Drzewicy h. Ciołek (6 kwietnia 1695 – 4 listopada 1705; awans na wojewodę lubelskiego)
- Adam Szaniawski na Szaniawach h. Junosza (4 listopada 1705 – zm. przed 23 sierpnia 1725)
- Franciszek Tarło z Szczekarzowic h. Topór (23 sierpnia 1725 – zm. przed 13 listopada 1731)
- Józef Sołtyk h. własnego (13 listopada 1731 – zm. przed 26 maja 1735)
- Felicjan Eleutery Gałęzowski z Targowiska h. Tarnawa (26 maja 1735 – zm. przed 19 marca 1739?)
- Maciej Suchodolski h. Janina (19 marca 1739, zmarł 12 listopada 1748)
- Karol Tarło h. Topór (15 grudnia 1748 – zm. 30 lutego 1749)
- Józef Wolski h. Lubicz (13 maja 1750 – zm. 1 listopada 1754)
- Wiktoryn (Wiktor) Wereszczyński h. Korczak (6 listopada 1754 – zm. przed 21 lipca 1762)
- Stanisław Sługocki h. Jastrzębiec (21 lipca 1762 – zrezygnował przed 10 kwietnia 1766)
- Leon Moszyński h. Nałęcz (10 kwietnia 1766 – zrezygnował przed 15 października 1773)
- Kajetan Szeptycki h. własnego (15 października 1773 – zrezygnował przed 3 października 1791)
- Piotr Potocki herbu Pilawa (3 października 1791 – 29 kwietnia 1794)

Lublin wchodzi w skład Austrii w czasie III rozbioru Polski 1795.